# Siamanna
Siamanna (sardinski: Siamànna) je grad i općina (comune) u pokrajini Oristanu u regiji Sardiniji, Italija. Nalazi se na nadmorskoj visini od 100 metara i ima 812 stanovnika.
 Prostire se na 28,36 km². Gustoća naseljenosti je 29 st/km².
Susjedne općine su: Allai, Oristano, Ruinas, Siapiccia, Simaxis i Villaurbana.